# Naksos (otok)
Naksos ( grčki: Νάξος) je najveći otok (430 km²) u otočnoj skupini Ciklada u grčkom Egeju. Otok Naksos u svojoj ranoj povijesti bio je sjedište cikladske kulture.
Na otoku postoje dvije općine grad Naksos i Drimalia. Najveće naselje i sjedište otoka je Hora ( zove se i Naksos) sa 6 533 žitelja ( po popisu iz 2001.). Veća otočka naselja su; Filoti, Apiranthos, Vivlos, Agios Arsenios, Koronos i Glinado.
Planina Zas (sa svojih 999 m.) je najviša na Cikladima, tako da uvijek na sebe navlači oblake, zbog toga Naksos ima više kiše od drugih Cikladskih otoka, samim tim otok je i plodniji. Zbog toga je poljoprivreda na Naksos uspješnija nego na drugim otocima Ciklada, otok je u Grčkoj osobito poznat po krumpirima.

## Otok Naksos u mitologiji
Po jednoj od priča iz grčke mitologije, mladi bog Zeus je odrastao u pećini na planini Zas (Zas je značilo Zeus na starogrčkom). Homer spominje otok pod imenom Dij (Dia), to ime značilo je da je to nebeski, odnosno božanski otok. 
Po jednoj iz legendi iz tzv. Herojskog doba ( vrijeme prije Trojanski rat), atenski heroj Tezej morao je prepustiti Arijadnu bogu Dionizu. On je Kretsku princezu koja mu je pomogla ubiti Minotaura i pobjeći iz Labirinta nakon bijega s Krete, ostavio na pustom otoku Diju ( kasnijem Naksosu). Bog Dioniz zaštitnik otoka odveo je Arijadnu na brdo Drij, nakon toga su oboje nestali (otišli su na nebo). To je jedna verzija te legende, po drugoj Arijadna se nakon rastanka s Tezejem ubila, nemogavši izdržati rastanak.
Ova legenda, poslužila je kao libreto za operu Richarda Straussa Arijadna na Naksosu.

## Povijest

### Pobuna na Naksosu
Godine 502. pr. Kr. nakon neuspjelog napada Aristagore na otok Naksos došlo je do otkazivanja poslušnosti jonskih gradova Perzijskom Carstvu, odnostno otpora koji se zove Jonska pobuna i koja je bila samo jedna od karika koja je dovela do Grčko-perzijskih ratova, između Grčke i Perzijskog Carstva.
Tijekom 8. i 7. stoljeća pr. Kr., otok Naksos kontrolirao je trgovinu na Cikladima.

### Vojvodstvo Naksos
Nakon Četvrtog križarskog pohoda (1201. – 1204.), ustanovljeno je Latinsko Carstvo pod velikim mletačkim utjecajem u Carigradu. Mlečanin Marco Sanudo zauzeo je otok Naksos, a potom i ostale cikladske otoke te se proglasio vojvodom od Naxie, ili vojvodom otočja. Dvadeset i jedan vojvoda, iz dvije dinastije upravljali su otočjem sve do 1564. god. Za vrijeme mletačke uprave otok se je zvao po talijanskom: Nasso.

### Osmanlijski Naksos (1564. – 1821.)
Otomanska uprava na otoku zapravo je ostala ista - nepromijenjena u rukama Venecije. Porta se zadovoljavala plaćanjem poreza. Vrlo malo turaka naselilo se na otoku, tako da je turski uticaj na život otoka bio zanemariv. Za vrijeme turske vladavine otok je bio znan pod turskim imenom: Nakşa. Turska vlast trajala je do 1821., kad se Naksos pridružio grčkom ratu za neovisnost, otok je postao 1832. godine dio Kraljevine Grčke.

## Stanovništvo
| Godina | Stanovnika | Promjena       |
| ------ | ---------- | -------------- |
| 1981   | 14,037     | -              |
| 1991   | 14,838     | +801/+5.71%    |
| 2001   | 18,188     | +3,350/+22.58% |

## Vanjske poveznice
Vodič: Naxos na Wikivoyageu